# Oenothera biennis
L'Enagra comune (nome scientifico Oenothera biennis L., 1753) è una pianta alta oltre un metro, dai vistosi fiori gialli, appartenente alla famiglia delle Onagraceae.

## Etimologia
La denominazione Oenothera è stata reintrodotta da Linneo nell'anno 1735; Teofrasto (IV-III sec. a.C.) scrive: la radice di oenothera somministrata insieme al vino rende il carattere più mite e più allegro.
L'epiteto specifico (biennis) si riferisce allo sviluppo in due anni della pianta.

Il binomio scientifico attualmente accettato (Oenothera biennis) è stato proposto da Carl von Linné (Rashult, 23 maggio 1707 – Uppsala, 10 gennaio 1778) biologo e scrittore svedese, considerato il padre della moderna classificazione scientifica degli organismi viventi, nella pubblicazione Species Plantarum del 1753.

In lingua tedesca questa pianta si chiama Gewöhnliche Nachtkerze; in francese si chiama Onagre bisanuelle; in inglese si chiama Common Evening-Primrose.

## Descrizione

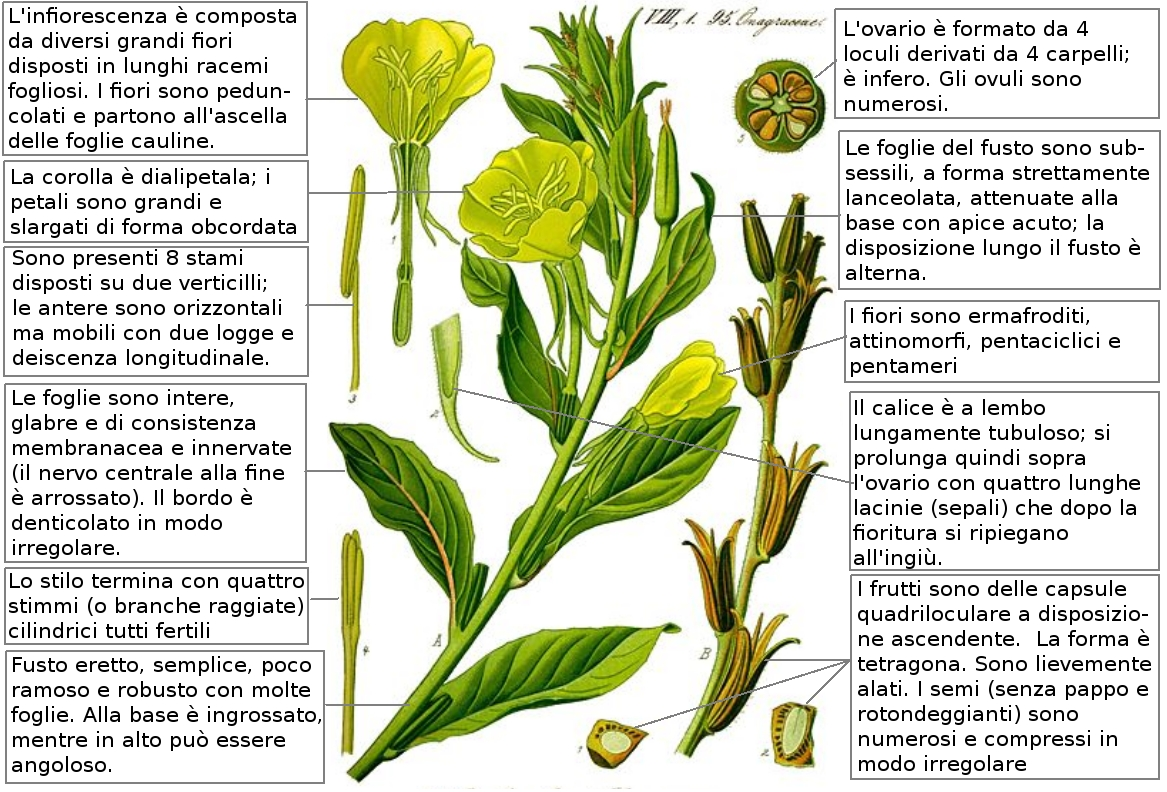
Descrizione delle parti della pianta

È una pianta biennale, pubescente (peli sparsi) e glandulosa, che al primo anno produce una rosetta di foglie, e alcune volte dei piccoli fusti, e al secondo sviluppa il fusto fino a produrre fiori e semi. L'altezza media va da 50 cm a 150 cm (massimo 2 metri in America ma anche in Italia in Appennino settentrionale). La forma biologica di questa pianta è emicriptofita bienne (H bienn), sono quindi piante erbacee a ciclo biologico bienne con gemme svernanti al livello del suolo e protette dalla lettiera o dalla neve.

### Radici
Le radici sono grosse e carnose di tipo fittonante e lievemente rossastre.

### Fusto
Il fusto (in genere erbaceo, solo alla base lievemente arbustivo) è eretto, semplice (o poco ramoso) e robusto e con molte foglie; presenta spesso dei puntini o striature rosse (ma non le foglie o gli ovari). Alla base è ingrossato in modo fusiforme, mentre in alto può essere angoloso. È inoltre coperto di peli semplici frammisti a peli ghiandolari.

### Foglie

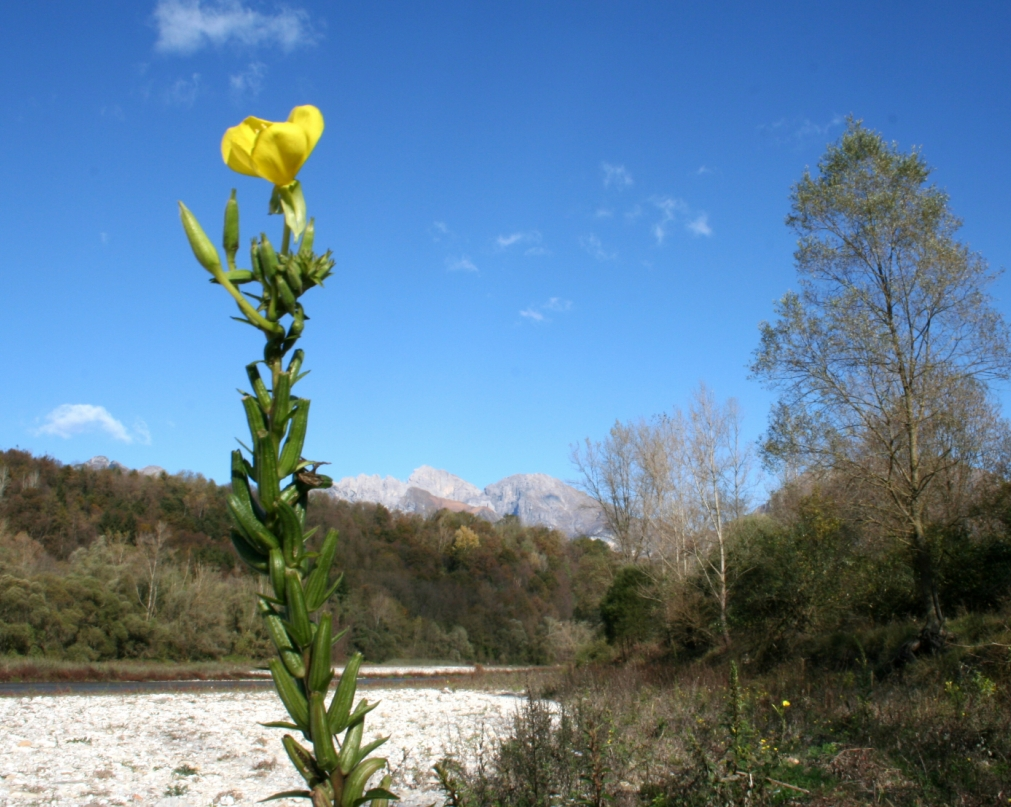
Il portamento Località : Praloran, Limana (BL), 319 m s.l.m. - 2/11/2006
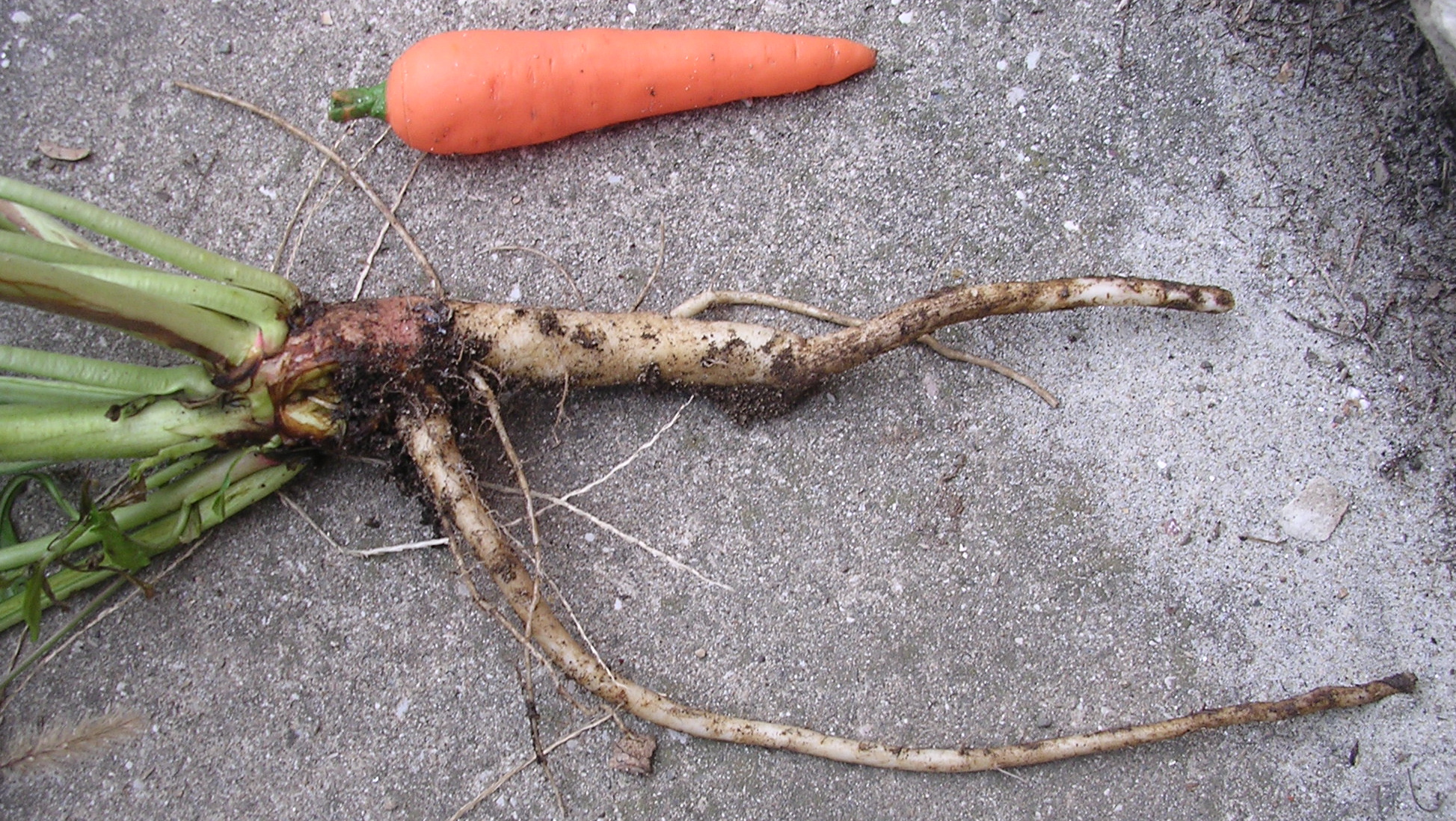
Radice giovane
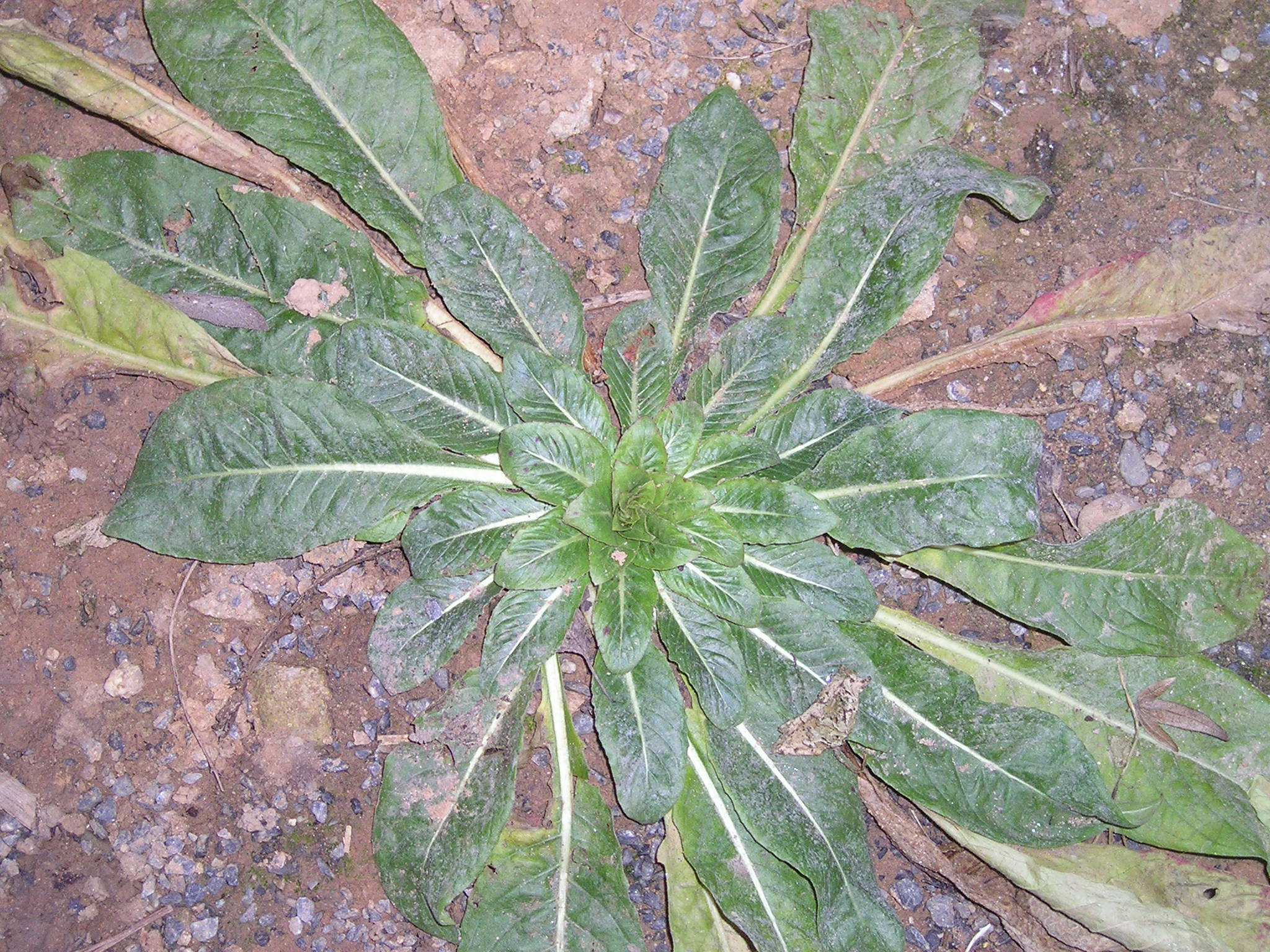
Rosetta basale
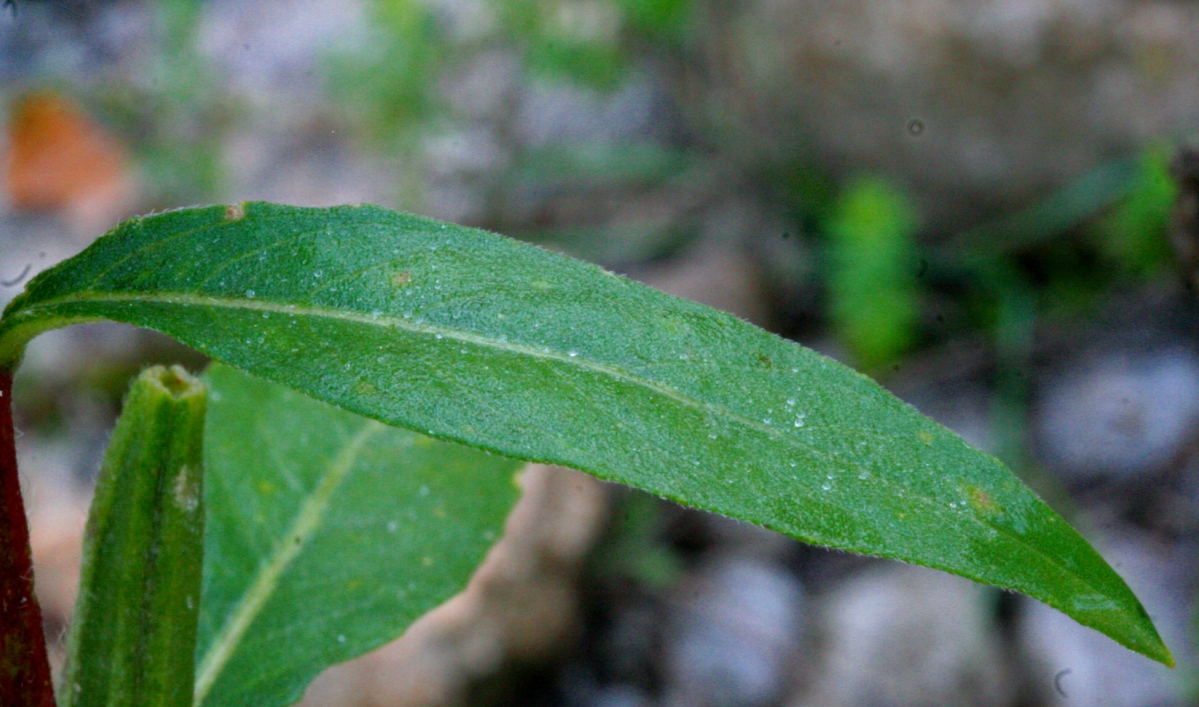
Foglia caulina Località : Praloran, Limana (BL), 319 m s.l.m. - 24/09/2007

Le foglie sono intere, glabre (ma anche ispide) e di consistenza membranacea e innervate (il nervo centrale alla fine è arrossato). Il bordo è denticolato in modo irregolare.
- Foglie basali: le foglie radicali hanno la classica disposizione a rosetta; sono picciolate e la forma è oblungo-ovata con apice ottuso.
- Foglie cauline: le foglie del fusto sono subsessili, più piccole, a forma strettamente lanceolata (4 – 5 volte più lunghe che larghe), attenuate alla base con apice acuto; la disposizione lungo il fusto è alterna.

Dimensione delle foglie basali: larghezza 2 – 5 cm; lunghezza 10 – 30 cm. Dimensione delle foglie cauline: larghezza 2 – 3 cm (massimo 5 cm); lunghezza 8 – 15 cm (massimo 22 cm). 

### Infiorescenza

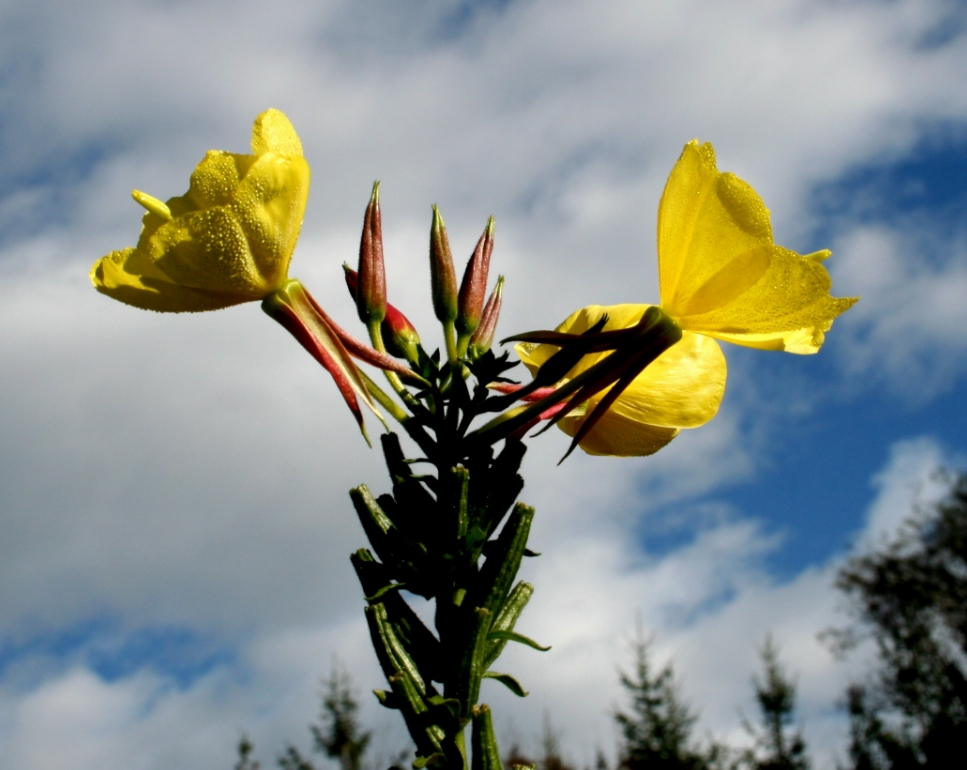
Infiorescenza Località : Cesa, Limana (BL), 330 m s.l.m. - 29/10/2006
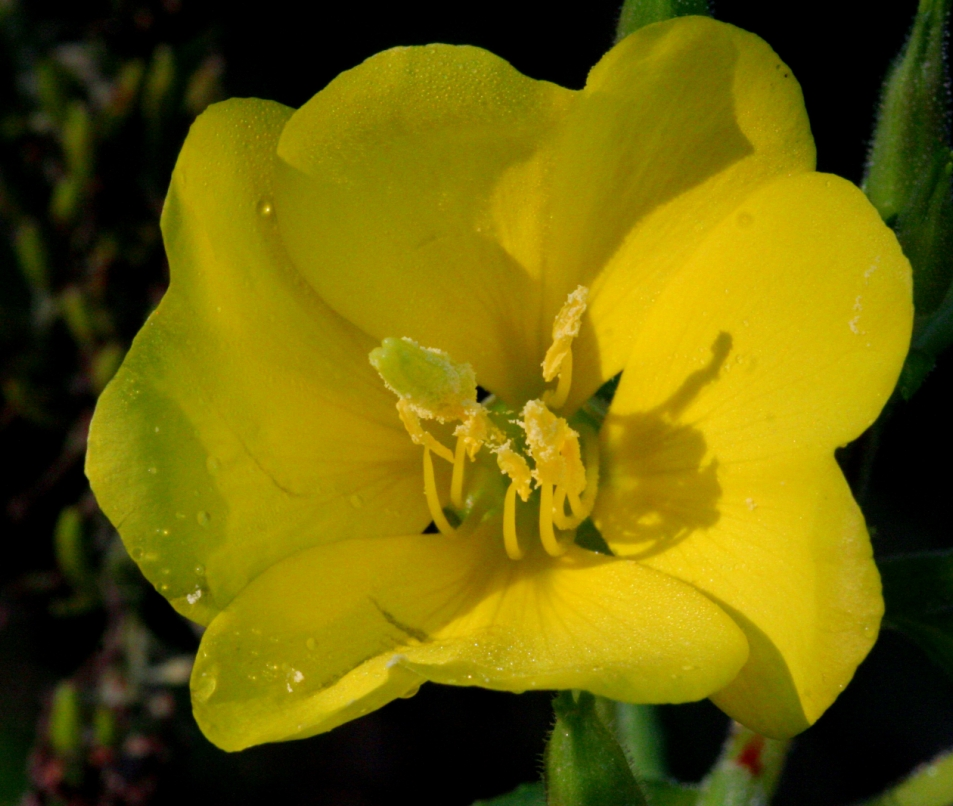
Il fiore Località : Praloran, Limana (BL), 319 m s.l.m. - 24/09/2007
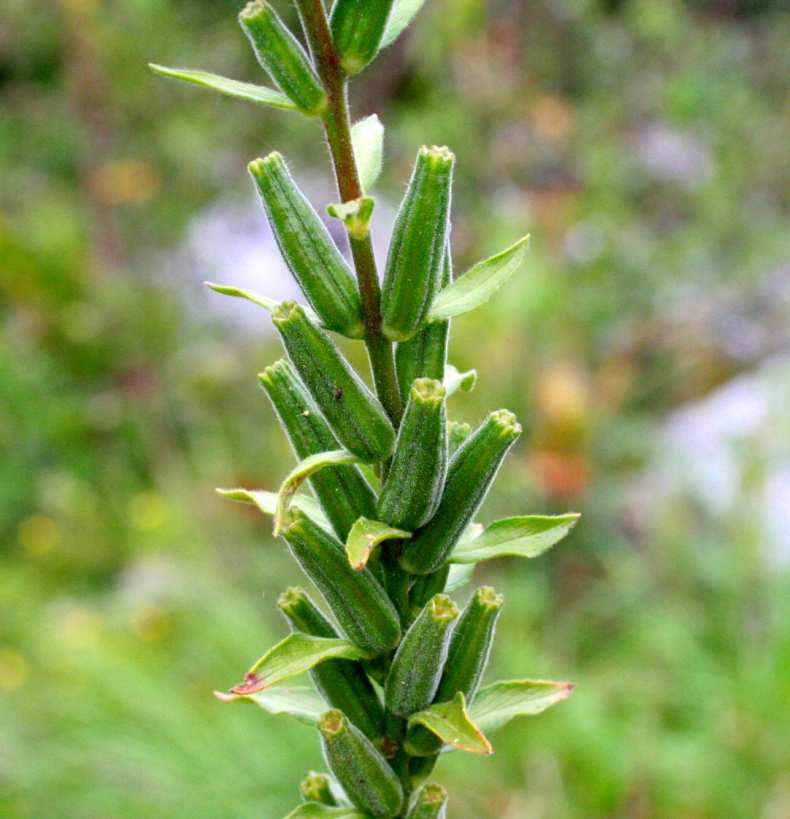
I frutti Località : Cesa, Limana (BL), 330 m s.l.m. - 2/10/2008
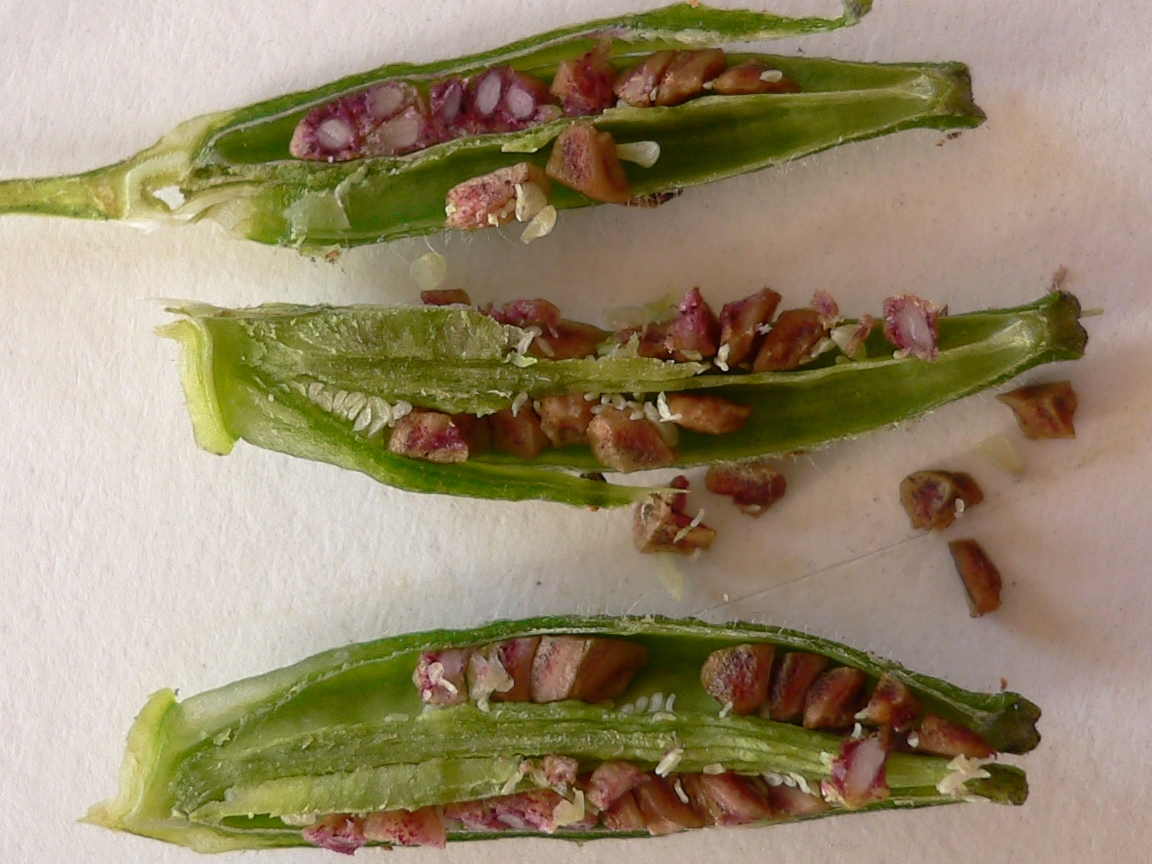
I semi

L'infiorescenza è composta da diversi grandi fiori (solitari) disposti in lunghi racemi fogliosi. All'apice del fusto l'infiorescenza si può presentare in modo ombrelliforme. I fiori sono peduncolati e partono all'ascella delle foglie cauline.

### Fiore
I fiori sono ermafroditi, attinomorfi, pentaciclici (ossia sono formati da 5 verticilli: calice – corolla – 2 verticilli di stami – gineceo), pentameri (ogni verticillo è composto da 4 elementi). I fiori (fugaci – durano circa 30 ore) si aprono nel tardo pomeriggio, da cui il nome inglese "evening primrose" (primula della sera) e sono colorati di giallo limone e sono profumati. Dimensione massima del fiore: 30 – 50 mm.
- Formula fiorale:

* K 4, C 4, A 4+4, G 4 (infero)
- Calice: il calice è a lembo lungamente tubuloso; si prolunga quindi sopra l'ovario con quattro lunghe lacinie(sepali) unite a due a due, che dopo la fioritura si ripiegano all'ingiù. Il colore del calice è verde. Lunghezza del tubo calicino: 2,5 – 4 cm. Lunghezza dei sepali : 1,2 – 2,2 cm (con apice acuminato lungo fino a 3 mm).
- Corolla: la corolla è dialipetala; i petali (quattro, a disposizione lievemente embricata e alterna ai sepali del calice) sono grandi e slargati di forma obcordata o spatolata; sono più lunghi degli stami ma più brevi delle lacinie del calice. Larghezza dei petali : 24 – 30 mm.
- Androceo: sono presenti 8 stami disposti su due verticilli (due serie diseguali); le antere sono orizzontali ma mobili con due logge a deiscenza longitudinale. Il polline prodotto dalle antere è al 50% fertile. Lunghezza delle antere : 3 – 6 mm.
- Gineceo: lo stilo (unico e gracile – incurvato verso il basso) termina con quattro stigmi cilindrici tutti fertili; l'ovario è formato da quattro loculi (ovario tetragono) derivati da 4 carpelli; l'ovario è infero. Gli ovuli sono numerosi.
- Fioritura: da giugno a settembre (fruttificazione da luglio a novembre).
- Impollinazione: impollinazione entomogamica (tramite ditteri e imenotteri). Spesso però in questa pianta possono aversi fenomeni di autoimpollinazione.

### Frutti
I frutti sono delle capsule quadri-loculari a disposizione ascendente, quasi retta. La forma è allungato-clavata, tetragona o quasi sub-cilindrica. Sono lievemente alate. I semi (senza pappo e rotondeggianti) sono numerosi e compressi in modo irregolare. Le capsule vuote sono persistenti. Dimensione della capsula: larghezza 8 mm; lunghezza 25 – 35 mm. Dimensione dei semi: 1,1 – 2 mm.

## Distribuzione e habitat
- Geoelemento: il tipo corologico (area di origine) è Subcosmopolita o secondo altri Autori Nordamericano.
- Diffusione: questa specie in Italia è a al nord: ad esempio si trova numerosa sulle rive del fiume Ticino, nella pianura Padana; ma anche al centro. In località Campaiana (Lucca) a 1400 metri sull'Appennino Settentrionale, è pseudoperenne (si riproduce con piccole variazioni al fogliame per autoimpollinazione e disseminazione) e non ha quasi profumo. Sull'arco alpino si trova ovunque ad eccezione della provincia di Cuneo. Sui rilievi montani, fuori dall'Italia si trova sui Pirenei, Massiccio Centrale, Massiccio del Giura, Vosgi, Foresta Nera, Carpazi e Monti Balcani. Fuori dall'Europa queste piante si trovano in quasi tutte le zone dell'emisfero boreale (Asia e America), ma anche America del sud, isole del Pacifico, Nuova Zelanda e Australia.
- Habitat: l'habitat tipico sono i suoli incoerenti tipo scarpate o bordi delle strade e massicciate ferroviarie; viene considerata pianta colonizzatrice, che si trova spesso in terreni poveri e ghiaiosi dei corsi d'acqua, sabbiosi (di tipo alluvionale) ed esposti in genere. Il substrato preferito è sia calcareo che siliceo, con terreno a pH neutro, medi valori nutrizionali e piuttosto secco.
- Diffusione altitudinale: sui rilievi queste piante si possono trovare fino a 1200 m s.l.m.; frequentano quindi i seguenti piani vegetazionali: collinare e in parte montano.

## Fitosociologia
Dal punto di vista fitosociologico la specie di questa scheda appartiene alla seguente comunità vegetale:
Formazione : comunità perenni nitrofile
Classe : Artemisietea vulgaris
Ordine : Onopordetalia acanthii
Alleanza : Dauco-Melilotion

## Tassonomia
Questa pianta appartiene ad una famiglia (Onagraceae) non molto numerosa (una ventina di generi per circa 600 specie). Il suo genere (Oenothera), con un centinaio di specie, è considerato di tipo poliploide e quindi anche la specie di questa scheda è soggetta ad alcune forme poliploidali (variazione della grandezza dei plastidi, dei fiori, dei semi e delle foglie). È grazie a questo tipo di piante (in particolare la Oenothera glazioviana) che Hugo de Vries (Haarlem, 16 febbraio 1848 – Lunteren, 21 maggio 1935), naturalista olandese, dette origine alla “teoria delle mutazioni” alla fine dell'Ottocento.

La famiglia delle Onagraceae a volte viene chiamata anche Enoteracee (nomenclatura desueta).

Il genere Oenothera viene normalmente suddiviso in sottogeneri (una dozzina e più); la pianta di questa scheda viene assegnata al sottogenere Onagra : sono piante con caule a fiori giallognoli che si aprono alla sera; il tubo calicino è cilindrico, allungato che si allarga alle fauci; lo stigma è a quattro branche; la capsula è tetragona lineare-allungata. In questo gruppo sono comprese anche delle specie ottenute per mutazione.

Anche se il genere è originario dell'America settentrionale è opinione di Sandro Pignatti che l'” Enagra comune” si sia originata in Europa (in effetti la coltura di questa pianta è attestata nell'”Orto Botanico di Padova” fin dal 1612). Pignatti definisce questo genere come eterozigote complesso; capace quindi di mutazioni tali da far sorgere genomi di nuovo tipo (con corredi cromosomici diversi dalle specie di partenza); ulteriori incroci variamente combinati possono generare nuovi fenotipi (con strutture eterozigote stabili e diverse da quelle di origine) che in definitiva possono essere considerati delle nuove specie formatesi in Europa e non esistenti in America.

### Variabilità
Nell'elenco che segue sono indicate alcune varietà e sottospecie (l'elenco può non essere completo e alcuni nominativi sono considerati da altri autori dei sinonimi della specie principale o anche di altre specie):
- Oenothera biennis L. fo. argillicola (Mack.) B. Boivin (1966)
- Oenothera biennis L. fo. biennis
- Oenothera biennis L. fo. grandiflora (L'Hér.) D.S. Carp. (1937)
- Oenothera biennis L. fo. hookeri (Torr. & A. Gray) B. Boivin (1966)
- Oenothera biennis L. fo. muricata (L.) B. Boivin (1966)
- Oenothera biennis L. fo. stenopetala (E.P. Bicknell) B. Boivin (1966)
- Oenothera biennis L. subsp. austromontana Munz (1965) (sinonimo = O. nutans G. F. Atk. & Bartlett)
- Oenothera biennis L. subsp. baurii (Boodijn) Tischler (1950) (sinonimo = O. villosa)
- Oenothera biennis L. subsp. biennis
- Oenothera biennis L. subsp. caeciarum Munz (sinonimo = O. biennis subsp. biennis)
- Oenothera biennis L. subsp. centralis Munz (1965) (sinonimo = O. chicagoensis Renner ex R.E.Cleland & Blakeslee)
- Oenothera biennis L. subsp. muricata sensu (1894) (sinonimo = O. parviflora)
- Oenothera biennis L. subsp. rubricaulis (Klebahn) Stomps (1948) (sinonimo = O. rubricaulis)
- Oenothera biennis L. subsp. suaveolens (Desf. ex Pers.) Bonnier (1921) (sinonimo = O. suaveolens)
- Oenothera biennis L. var. austromontana (Munz) Cronquist (1991)
- Oenothera biennis L. var. biennis
- Oenothera biennis L. var. canescens Torr. & A. Gray (1840)
- Oenothera biennis L. var. cruciata (Nutt. ex G. Don) Torr. & A. Gray (1840)
- Oenothera biennis L. var. grandiflora (L'Hér.) Torr. & A. Gray (1840)
- Oenothera biennis L. var. hirsutissima A. Gray (1849)
- Oenothera biennis L. var. hirsutissima A. Gray ex S. Watson (1873) (sinonimo = O. elata subsp. hirsutissima (A. Gray ex S. Watson) W. Dietr.)
- Oenothera biennis L. var. hookeri (Torr. & A. Gray) B. Boivin (1967)
- Oenothera biennis L. var. muricata (L.) Torr. & A. Gray (1840)
- Oenothera biennis L. var. nutans (G.F. Atk. & Bartlett) Wiegand (1924)
- Oenothera biennis L. var. oakesiana A. Gray (1867) (sinonimo = O. oakesiana)
- Oenothera biennis L. var. parviflora Abromeit (1898) (sinonimo = O. rubricaulis)
- Oenothera biennis L. var. parviflora (L.) Torr. & A. Gray (1840)
- Oenothera biennis L. var. pycnocarpa (Atk. & Bartlett) Wiegand (1924)
- Oenothera biennis L. var. strigosa (Rydb.) Cronquist (1992)
- Oenothera biennis L. var. sulfurea Kleb.
- Oenothera biennis L. var. vulgaris Torr. & A. Gray (1840)

### Ibridi
Nell'elenco che segue sono indicati alcuni ibridi interspecifici:
- Oenothera ×braunii Döll (1862) – Ibrido fra: O. biennis e O. parviflora
- Oenothera ×fallax Renner (1917) – Ibrido fra: O. biennis e O. glazioviana
- Oenothera ×punctulata Rostanski & Gutt (1971) – Ibrido fra: O. biennis e O. pycnocarpa

### Sinonimi
La specie di questa scheda ha avuto nel tempo diverse nomenclature. L'elenco che segue indica alcuni tra i sinonimi più frequenti:
- Lysimachia lutea-corniculata Moris
- Oenothera cambrica Rostanski (1977)
- Oenothera carinthiaca
- Oenothera chicaginensi
- Oenothera chicagoensis Renner ex R.E.Cleland & Blakeslee
- Oenothera communis Lèveillè (1910)
- Oenothera grandiflora
- Oenothera muricata L.
- Oenothera pycnocarpa Atk. & Bartlett
- Oenothera rubricaulis
- Oenothera suaveolens Desfontaines
- Onagra biennis (L.) Scopoli
- Onagra europaea Spach (1835)
- Onagra muricata (L.) Moench
- Onagra vulgaris Spach (1835)

### Specie simili
Dato il carattere polimorfo del genere diverse sono le “Oenothere” più o meno simili a quelle di questa scheda.
- Oenothera chicagoënsis Rennere – Enagra di Chicago: si differenzia per la presenza di chiazze rosse sul fusto e sugli ovari. È una specie sicuramente importata dall'America: infatti il tipo corologico (area di origine) è Nordamericano.
- Oenothera stucchii Soldano – Enagra di Stucchi: è molto più pelosa della Oenothera biennis tanto che può essere descritta come grigio-tomentosa.
- Oenothera erythrosepala Borbàs – Enagra di Lamarck: le foglie, gli ovari e il calice (sola alla fine) sono picchettati di rosso; i petali sono inoltre tra i più grandi del genere (40 – 50 cm). Sembra sia un ibrido fra ceppi americani.
- Oenothera suaveolens Pers. - Enagra con frutti allungati: le foglie non sono arrossate, e i frutti (come fa intendere il nome comune) sono molto più lunghi. Anche questa pianta probabilmente si è originata in Europa da piante americane.

## Usi

### Farmacia
- Sostanze presenti: i semi contengono dal 7% al 10% di acido γ-linolenico, appartenente alla famiglia degli acidi grassi omega-6; l'olio estratto è oggetto di studi per approfondire i suoi benefici. Altri composti sono mucillagini, fitosterolo, alcol cerilico, flavonoidi e tannino[6].
- Proprietà curative: questa pianta era tenuta in grande considerazione dagli Indiani d'America, che la usavano per combattere gonfiori ed ematomi. Quando fu introdotta in Europa nel XVII secolo ebbe subito fama di pianta medicinale, tanto che in inglese guadagnò il nome di 'king's cure all' (cura-tutto reale). Oggetto di studio successivo furono in particolare i semi e le radici. Altre proprietà: antiflogistica (guarisce dagli stati infiammatori) e antivagale (regolazione delle funzioni del nervo vago).
- Parti usate: tutte, ma soprattutto le radici; si raccoglie in autunno.

### Cucina
Si può far risalire a metà del 1600 l'inizio della sua coltivazione come pianta commestibile; sia delle parti ipogee come insalata o crude che la radici giovani che anch'esse possono essere consumate come insalata. La radice grande invece, a termine fioritura, può essere bollita, al pari di una carota o barbabietola, e consumata come contorno.

Dai semi maturi si può ricavare un olio chiamato Olio di Enotera. Contiene acidi grassi essenziali polinsaturi (acido gamma-linoleico “GLA”). Ha diverse proprietà (anti-infiammatorie, anti-allergiche, contro le malattie cardiovascolari, l'artrite e altro), per cui può essere usato egregiamente come integratore alimentare.

### Giardinaggio
Oggi generalmente la “Enagra comune” viene impiegata nel giardinaggio in quanto specie decorativa e di facile impianto. Esiste una varietà (o cultivar) a grandi fiori.

### Industria
Dai petali si può ottenere una buona tintura gialla; e da altre parti della pianta si ottengono anche dei prodotti per la cosmetica (infatti tra le altre proprietà, l'” Olio di Enotera” è indicato per mantenere l'elasticità della pelle e prevenire l'insorgere delle rughe).

## Galleria d'immagini

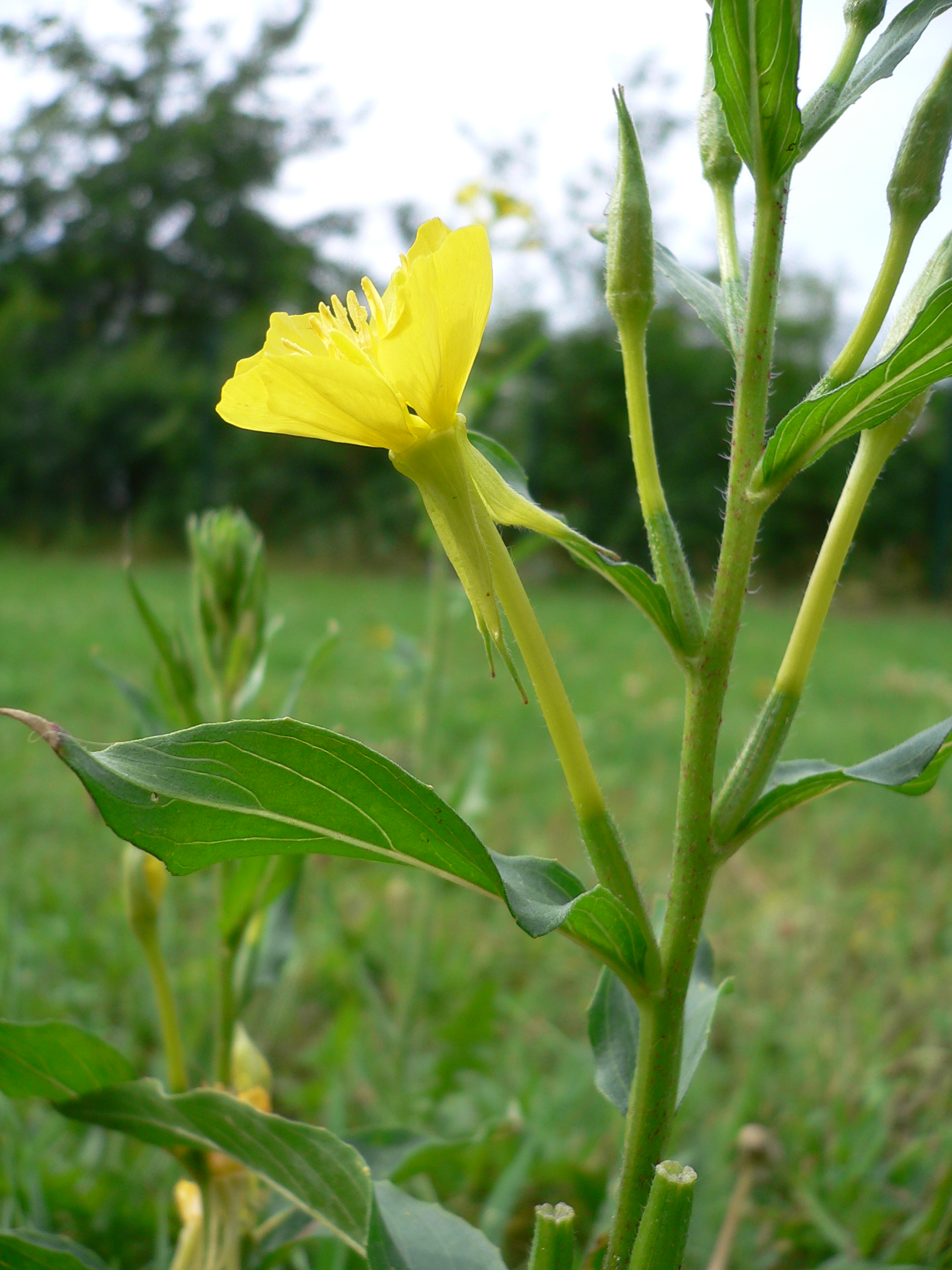
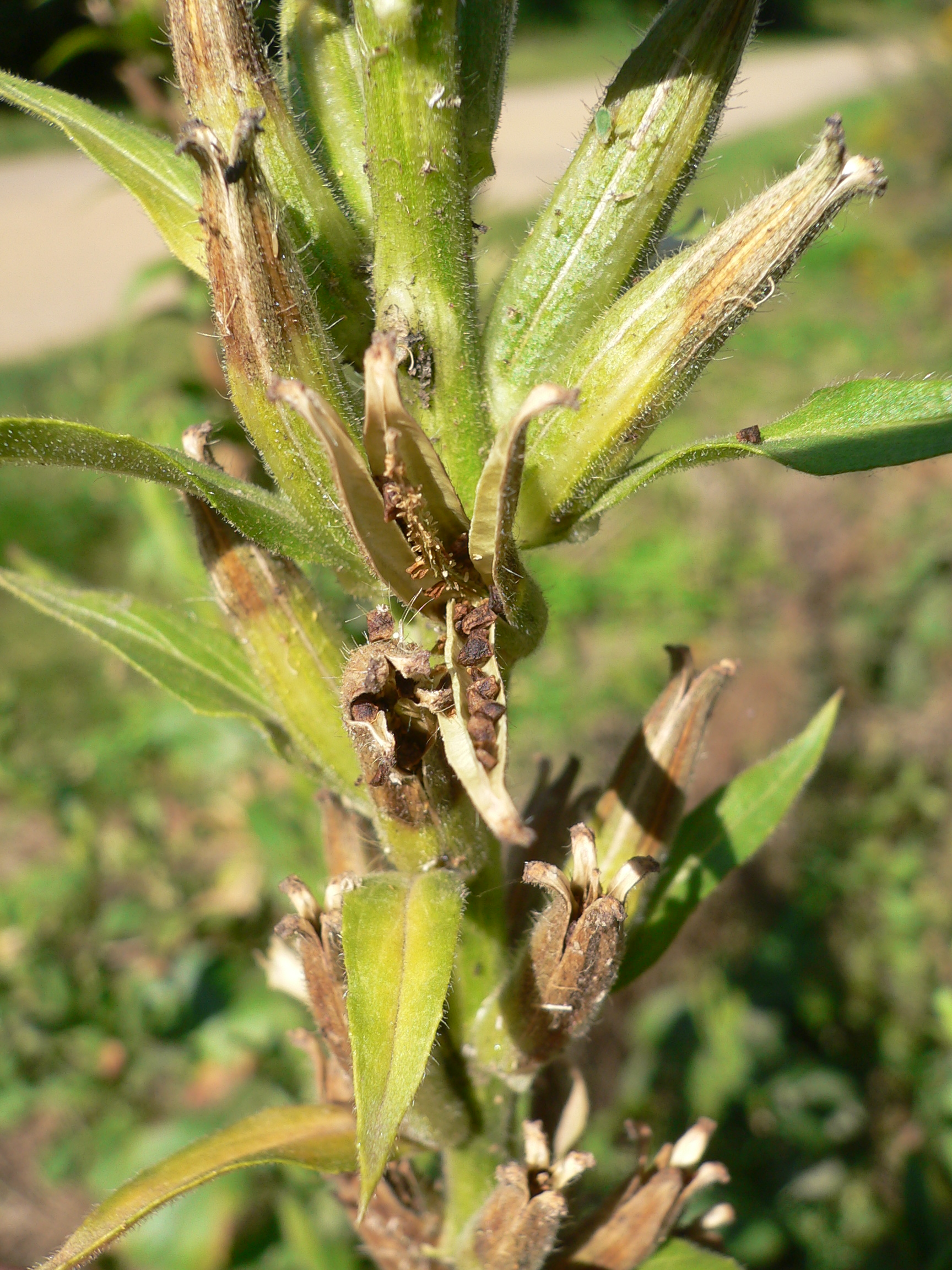
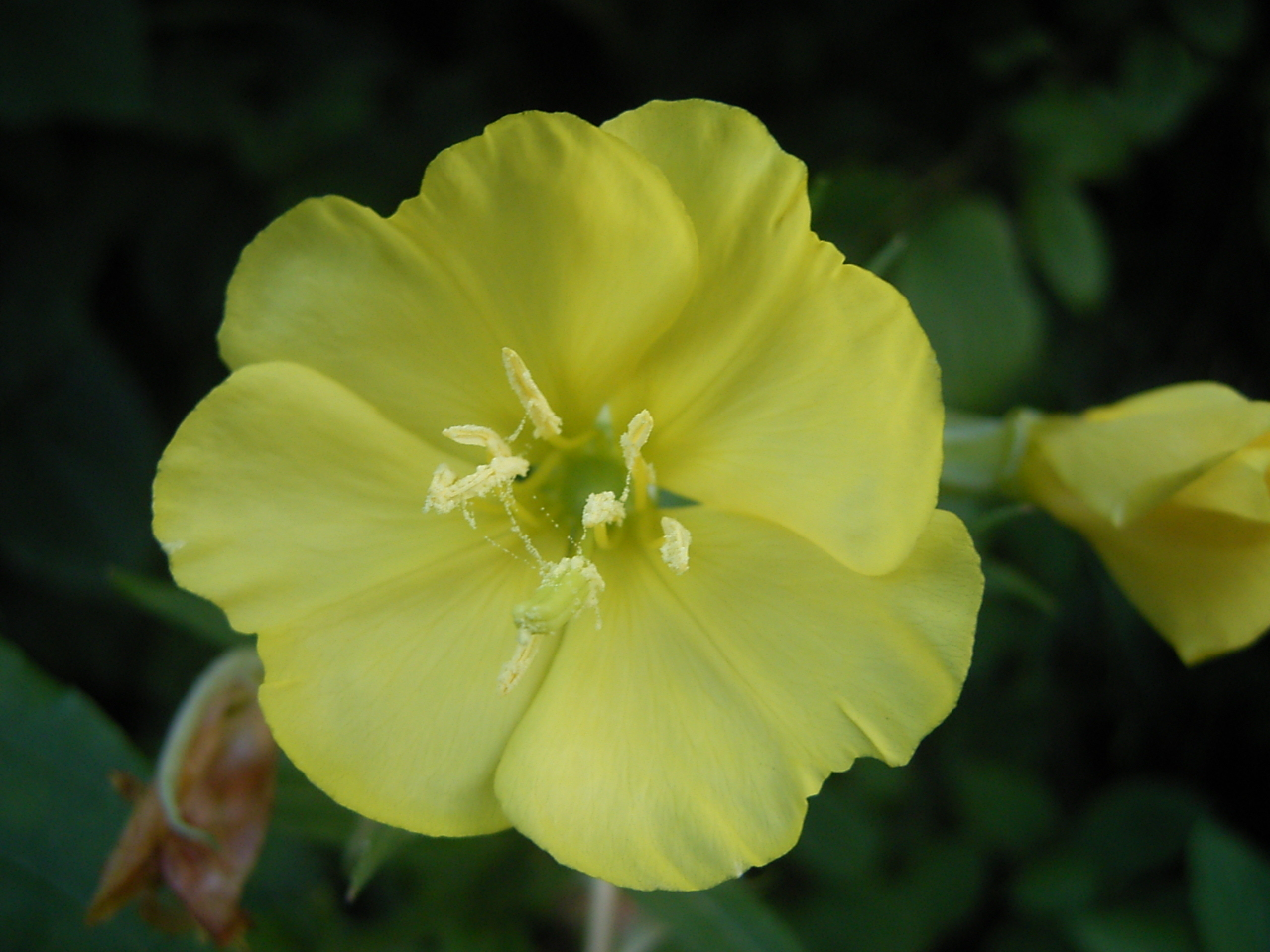
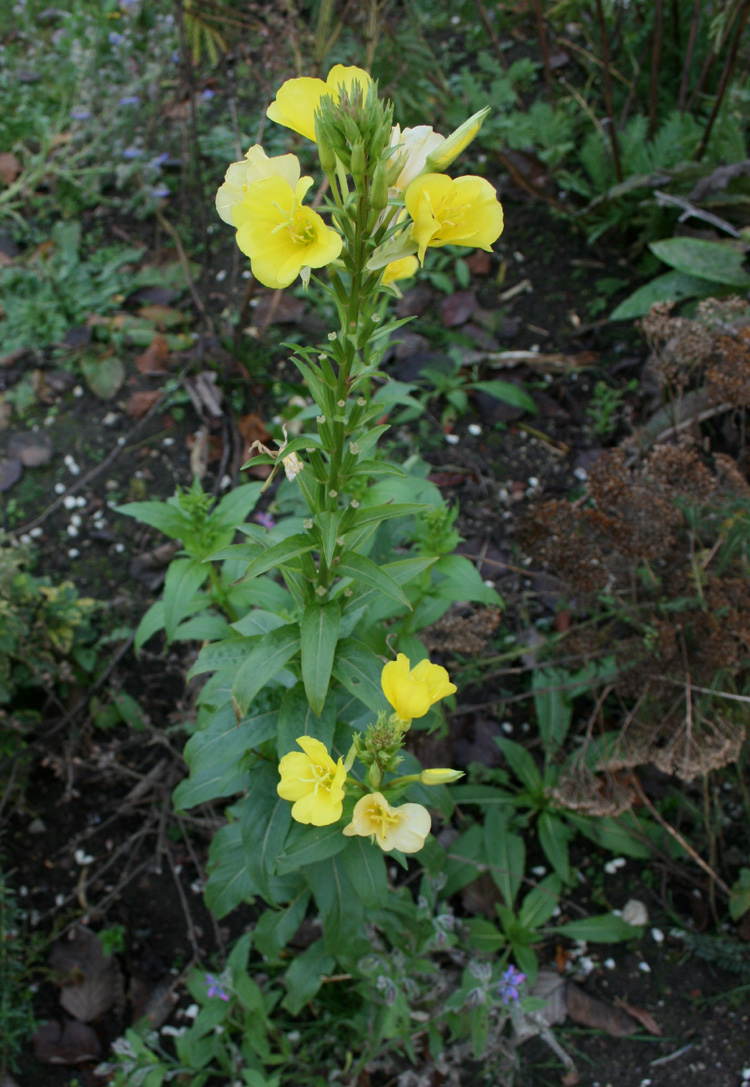